# Muoio per lei!
Muoio per lei! è un film italiano girato nel 1915 ma uscito solo nel 1918, prodotto dalla torinese Splendor Film di Guido Petrungaro, che ne è anche regista e interprete. Il film fu bloccato a lungo dalla censura per le scene di violenza che presentava, e fu infine approvato dopo il taglio di vari metri di pellicola.

## Trama
Il film narra il rapimento di una giovane e la sua avventurosa liberazione in seguito a rocambolesche peripezie.